# Loomisita
La loomisita és un mineral de la classe dels fosfats. Rep el nom de Tom Loomis, col·leccionista i distribuïdor de minerals de Dakota del Sud (Estats Units), qui va recollir el material tipus.

## Característiques
La loomisita és un fosfat de fórmula química Ba[Be₂P₂O₈]·H₂O. Va ser aprovada com a espècie vàlida per l'Associació Mineralògica Internacional l'any 2022, sent publicada en el mes d'octubre del mateix any. Cristal·litza en el sistema monoclínic.
Les mostres que van servir per a determinar l'espècie, el que es coneix com a material tipus, es troben conservades al Museu Mineral de la Universitat d'Arizona, a Tucson (Arizona), amb el número de catàleg: 22710, i al projecte RRUFF, amb el número de mostra: r210017.

## Formació i jaciments
Va ser descoberta a la mina Big Chief, situada a la localitat de Glendale, dins el districte miner de Keystone del comtat de Pennington (Dakota del Sud, Estats Units), on es troba en forma d'esprais divergents de cristalls de fulles molt primes que es redueixen suaument fins a una terminació roma. També se'n troben cristalls individuals de fins a 0,80 x 0,06 x 0,03 mm. Aquest és l'únic indret de tot el planeta on ha estat descrita aquesta espècie mineral.